# USS Langley (CVL-27)
O USS Langley (CVL-27) é um porta-aviões da Marinha dos Estados Unidos, pertencente a Classe Independence. No período de janeiro de 1951 a março de 1963, serviu à Marinha Nacional Francesa com o nome de La Fayette.

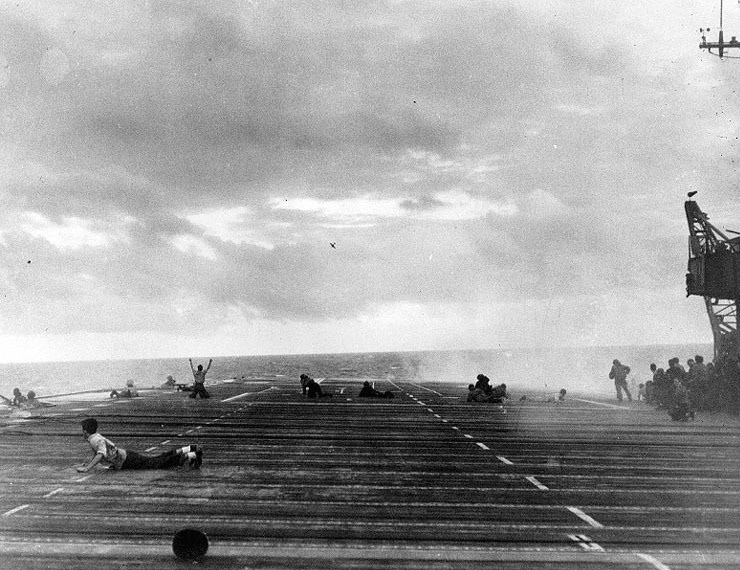
Vista do convés de voo do Langley em Formosa, em 14 de outubro de 1944.
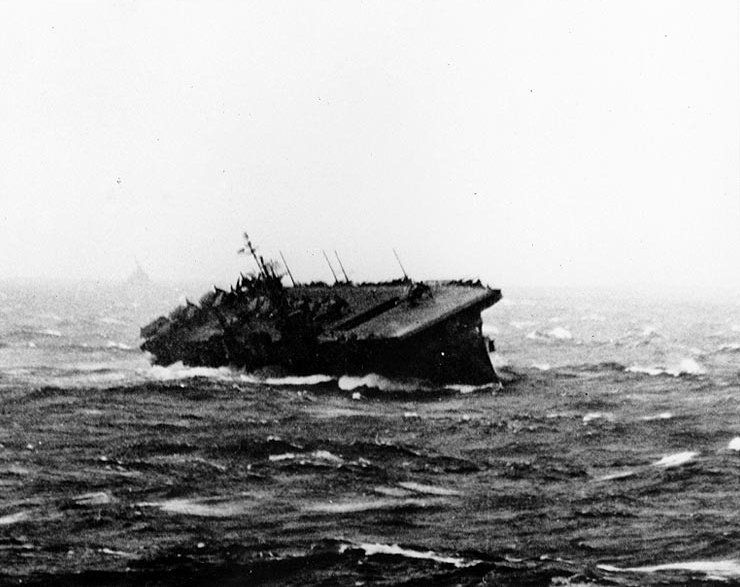
Langley durante o Tufão Cobra dezembro de 1944